# 京仁放送
京仁放送（キョンインほうそう）は大韓民国 仁川広域市にあるテレビ・ラジオ兼営の地域民間放送局であったが、2004年12月TV放送の再免許を許可されず､現在はFMラジオの単営放送局となっている。コールサインはHLDO。略称はiTV。
現在、仁川広域市・ソウル特別市に隣接する京畿道富川市に所在し、同じソウル首都圏でテレビ放送を行っている「OBS京仁テレビ」と、本項「iTV京仁放送」（FMラジオ放送)は別会社であるが業務提携関係があり、2023年にOBSラジオ放送（FM）が開局している。

## 概要
- 本社 仁川広域市弥鄒忽区鶴翼1洞587-46
- 京畿総局 京畿道水原市勧善区勧善1洞1009

## 沿革
- 1997年10月11日に仁川放送（インチョンホウソウ）としてテレビ放送（仁川:21チャンネル）を開始。
- 2000年、京畿道南部（水原市など）への放送区域拡大（4チャンネル）に伴って、京仁放送（キョンインホウソウ）に社名を変更している[1]。
- 2001年にFM放送(仁川:90.7MHz、愛称:iFM)を開始した。
- この頃、福岡市のRKB毎日放送と姉妹局を結んでいた。
- KBS、MBC、SBSの三大ネットワークにさきがけてMLBのテレビ独占中継権を取得し、アメリカで活躍する朴賛浩投手の出場試合を独占中継したことで一躍注目された。その他、三大ネットワークでの放映数が少ない韓国プロ野球リーグや韓国バスケットボールリーグの生中継を頻繁に行い、海外サッカーやWWE・WCWを放送するなど、スポーツ中継が看板番組となっていた。
- 開局からしばらくは放送エリア外のケーブルテレビ局でも再送信されていた。しかし、「地域放送にもかかわらず地域外に送信することはまかりならない」という韓国政府傘下の放送通信委員会から勧告を受け、ケーブルテレビで再配信できなくなったということもあり、様々な行政的制限も同放送局の経営を圧迫した原因となった格好である。
- 地域民放であるが、SBS系列には所属しない独立局であった。ニュース報道については一部、YTN（聯合TVニュース）から供給を受けていた。放漫経営による債務超過状態に陥り、ストライキが頻発したこともあって、放送通信委員会からテレビの放送免許更新が認められず、2005年1月1日に廃業した。（テレビ放送自体は韓国時間2004年12月31日11:12頃に終了）
- 2005年3月15日、元従業員や市民ボランティアが放送免許がまだ有効なFMラジオ放送を再開。形式上は24時間放送を維持している。また、市民などによってテレビ放送免許の再交付を求める活動も始まった。
- 2006年4月1日、社名を「京仁放送」から「ラジオ仁川」に、愛称をiFMからSunny FMに変更した。周波数は変わっていない。
- 2007年10月11日に再び「京仁放送」という社名に戻した。名称を戻したことに関して、京仁放送側は "京仁放送という社名が仁川市民たちと聴取者たちに過去10年の間、親密に浸透しており、仁川よりずっと遠い地域でも「京仁」の放送を聞いてもらおうと思い、元々の会社名をまた使うようになった"と語った。
- 2008年12月26日 iTV京仁放送(チャンネル名 iTV)として2009年の開局を目標にビジネス情報専門テレビチャンネル登録申し込みを行い、経済自由区域に関するビジネス情報を主に放送する予定としていた。2010年には衛星・ケーブルテレビ向けの総合編成チャンネルへの参入の意向もあったが、いずれも経営難のために実現しなかった。
- 2013年11月19日 OBS京仁テレビと業務提携の協定を結んだ。両局でのコンテンツ交流や、共同取材などを行うこととしている [2]。